# آن (عرفان)
آن یکی از اصطلاحاتی است که در عرفان ایرانی و شعر فارسی به کار رفته‌است. 

## معنی
یکی از معانی «آن»، عبارت است از «لحظه و زمانی که خداوند طی آن مخلوقات را آفریده است تا خودش را به تجلی درآورد». در عین حال، معانی دیگر آن ممکن است مبهم باشد.

## نمونه‌ها در شعر
یکی از اشعار حافظ با این بین آغاز می‌شود: «شاهد آن نیست که مویی و میانی دارد/بندهٔ طلعت آن باشد که آنی دارد.» یکی از اشعار سلمان ساوجی که به این اصطلاح اشاره دارد، چنین است: «ترا آنی است در خوبی که هر کس آن نمی‌داند/خطی گل بر ورق دارد که جز بلبل نمی‌خواند».